# Kilmarnock FC
Kilmarnock FC är en fotbollsklubb från staden Kilmarnock i södra Skottland, som säsongen 2013/2014 spelar i den högsta skotska ligan, Scottish Premier League. Laget spelar sina hemmamatcher på Rugby Park.

## Historia
Klubben bildades år 1869. Deras största framgång är en skotsk mästartitel, säsongen 1964/65. Kilmarnock FC har också vunnit den skotska cupen vid tre tillfällen, 1920, 1929 och 1997, samt skotska ligacupen 2012.

## Spelare

### Truppen
| 20 | Skottland | Robby McCrorie | 18 mars 1998 | Rangers (-24)               |
| -  | Polen     | Max Stryjek    | 18 juli 1996 | Jagiellonia Białystok (-25) |

| 2  | Skottland   | Jamie Brandon  | 5 februari 1998  | Livingston (-25)   |
| 3  | Irland      | Corrie Ndaba   | 25 december 1999 | Ipswich Town (-23) |
| 5  | Skottland   | Lewis Mayo     | 19 mars 2000     | Rangers (-22)      |
| 6  | Skottland   | Robbie Deas    | 27 februari 2000 | Inverness CT (-23) |
| 14 | Nya Zeeland | George Stanger | 15 augusti 2000  | Ayr United (-25)   |

| 8  | Nordirland | Brad Lyons    | 26 maj 1997      | Blackburn Rovers (-21) |
| 12 | Skottland  | David Watson  | 12 februari 2005 | Kilmarnock FC          |
| 16 | Skottland  | Kyle Magennis | 26 augusti 1998  | Hibernian (-23)        |
| 31 | Skottland  | Liam Polworth | 12 oktober 1994  | Motherwell (-21)       |
| -  | Skottland  | Jack Thomson  | 20 januari 2000  | Queen's Park (-25)     |
| -  | England    | Tom Lowery    | 31 december 1997 | Portsmouth (-25)       |

| 7  | Skottland     | Rory McKenzie    | 7 oktober 1993    | Kilmarnock FC      |
| 9  | Wales         | Marcus Dackers   | 9 januari 2003    | Salford City (-25) |
| 10 | Nordirland    | Matty Kennedy    | 1 november 1994   | Aberdeen (-23)     |
| 11 | Skottland     | Greg Kiltie      | 18 januari 1997   | St. Mirren (-25)   |
| 17 | Skottland     | Scott Tiffoney   | 26 augusti 1998   | Dundee (-25)       |
| 19 | Skottland     | Bruce Anderson   | 23 september 1998 | Livingston (-24)   |
| 23 | Wales         | Marley Watkins   | 17 oktober 1990   | Aberdeen (-23)     |
| -  | Nederländerna | Djenairo Daniels | 7 januari 2002    | Cork City (-25)    |

### Utlånade spelare
| Nr | Land | Pos | Namn |
| -- | ---- | --- | ---- |

| Nr | Land | Pos | Namn |
| -- | ---- | --- | ---- |

### Svenska spelare
| Namn                  | Årtal     | Matcher | Mål |
| --------------------- | --------- | ------- | --- |
| Robert Prytz          | 1996-1997 | 3       | 0   |
| Billy Berntsson       | 2010-2011 | 4       | 0   |
| David Moberg Karlsson | 2014      | 4       | 0   |

Notera att endast ligamatcher är medräknade